# Albastar Apis
Dimensions
Le Albastar Apis est un planeur monoplace construit par Pipistrel.

## Caractéristiques générales
- Équipage : un pilote
- Longueur : 6,35 m
- Envergure : 13,3 m
- Hauteur : 1,25 m
- Surface de l'aile : 8,9 m2
- Ratio d'aspect : 20.0
- Poids à vide : 135 kg
- Poids brut : 300 kg

## Performance
- Vitesse maximale : 220 km/h
- Finesse à 90km/h : 40
- Vitesse de chute minimum : 0,60 m/s